# کژشنگاکوو
کژشنگاکوو (به لهستانی:  Krześniaków) یک روستا در لهستان است که در گمینا وارکا واقع شده‌است.
 کژشنگاکوو  ۱۲۰ نفر جمعیت دارد.